# Список населённых пунктов Княгининского района Нижегородской области
| Образование             | Населённые пункты в составе образования |
| ----------------------- | --- |
| Город Княгинино         | г. Княгинино д. Горшково |
| Ананьевский сельсовет   | с. Ананье д. Большое Корево д. Воля д. Долгая д. Домашняя д. Драчиха с. Егорьевское д. Золотуха д. Карандашка д. Малое Корево д. Новоегорьевское д. Новоселье с. Островское д. Парково д. Редриково д. Рогово д. Скучиха с. Троицкое д. Юрьевка |
| Белкинский сельсовет    | с. Белка д. Бажулино д. Большие Колковицы д. Вадская д. Дужное д. Малые Колковицы с. Нутрёнка д. Оселок с. Потапово д. Слотино с. Урга |
| Соловьёвский сельсовет  | д. Соловьёво д. Барково д. Большая Андреевка д. Бубенки д. Дмитриевка д. Ключищи д. Молебное д. Новая с. Песочное д. Ракита с. Рубское д. Сосновка с. Спешнево д. Шахматово д. Яковлево                                                         |
| Возрожденский сельсовет | п. Возрождение д. Ивановка д. Клещевы Колковицы д. Константиновка п. Михайловка д. Мокруша д. Николаевка д. Новая Берёзовка д. Озерки с. Покров д. Сергиевка д. Сосновка д. Старая Берёзовка д. Фоминка с. Шишковердь                           |

## Источник
Населённые пункты Княгининского района